# لويس ليليوهايت
الفريق لويس باتريك ليليوهايت (بالإنجليزية: Louis Patrick Lillywhite)‏ (ولد في 23 فبراير 1948) طبيب وضابط متقاعد من الجيش البريطاني. كان الجراح العام للقوات المسلحة البريطانية من عام 2006 حتى ديسمبر 2009.

## النشأة
ولد لويليام هنري ليليوهايت وآني كيت (سابقا فيسي) ودرس لويس ليليوهايت في مدرسة الملك إدوارد السادس ومدرسة طب جامعة كارديف ومدرسة لندن لحفظ الصحة وطب المناطق الحارة.

## المسيرة العسكرية
عين ليليوهايت في 1 أكتوبر 1968 كملازم ثاني (تحت المراقبة). تمت ترقيته إلى ملازم أول في 7 يوليو 1971 ثم إلى نقيب في 2 أغسطس 1972. عمل كموظف طبي وخلال حرب الخليج الثانية عام 1991 تم تكريمه. كان الجراح العام للقوات المسلحة البريطانية من عام 2006 حتى ديسمبر 2009. أصبح عضوا فخريا في جمعية الاستشاريين الطبيين للقوات المسلحة (من الولايات المتحدة) في عام 2009 وزميل فخري في الكلية الملكية للممارسين العامين في عام 2010.
تم منح ليليوهايت وسام آمر الإمبراطورية البريطانية في عام 1984 ووسام رفيق آمر الطريق مع مرتبة الشرف في 2009 مع احتفالات السنة الجديدة.

## لاحقا
بعد التقاعد أصبح عضوا في لجنة بيفان (ويلز).